# 네드 벨러미
네드 벨러미(Ned Bellamy, 1957년 5월 7일 ~ )는 미국의 배우이다.

## 출연 작품
- 더 나이트 독스 (2018)
- 블러드 머니 (2017)
- 월 스트리트 프로젝트(가제) (2014)
- 워터컬러 포스트카드 (2013)
- 위시 유 웰 (2013)
- 페이퍼보이: 사형수의 편지 (2012)
- 장고:분노의 추적자 (2012)
- 크레이지 아이스 (2011)
- 터미네이터 시리즈 - 사라 코너 연대기 (2008)
- 전쟁 주식회사 (2008)
- 윈드 칠 (2007)
- 원 웨이 (2007)
- 스킬스 라이크 디스 (2007)
- 콘트랙트 (2006)
- 터네이셔스 D (2006)
- 투 티켓 투 파라다이스 (2006)
- 아이스 하베스트 (2005)
- 런던 (2005)
- 독타운의 제왕들 (2005)
- 쏘우 (2004)
- 나인 야드 2 (2004)
- 런어웨이 (2003)
- 패스워드 (2001)
- 미녀 삼총사 (2000)
- Law & Order : 성범죄전담반 1 (1999)
- 엔젤스 댄스 (1999)
- 잭 불 (1999)
- 박쥐 (1999)
- 존 말코비치 되기 (1999)
- 콘 에어 (1997)
- 플라운딩 (1994)
- 메이저 리그의 전설 타이 콥 (1994)
- 에드 우드 (1994)
- 쇼생크 탈출 (1994)
- ER (1994)
- 카르노사우르 (1993)
- 위험한 유혹 (1992)
- 미녀 연쇄 살인 (1992)
- 하우스 4 (1992)
- 밥 로버츠 (1992)
- 공포의 붉은 리본 (1991)
- 끝없는 욕망 (1991)
- 건스모크 2 (1990)
- 블루스 브라더스 2 (1989)
- 유혹의 다운타운 (1988)
- 낫츠 랜딩 (1979)